# レイモンド・パトリアルカ

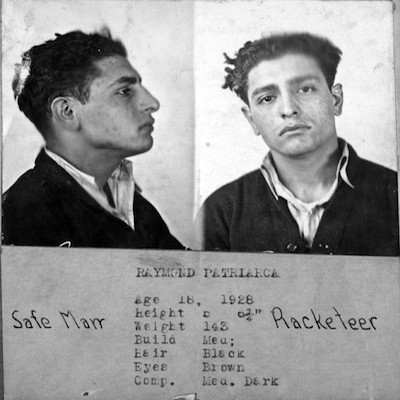
レイモンド・パトリアルカのマグショット（1930年代）

レイモンド・ロレダ・サルヴァトーレ・パトリアルカ（Raymond Loreda Salvatore Patriarca, Sr.、1908年3月18日 - 1984年7月7日）はアメリカのマフィア集団の一つでニューイングランドを仕切っているパトリアルカ一家のボス。息子は同じくパトリアルカ一家の元ボスのレイモンド・パトリアルカ・ジュニア。

## 概要
マサチューセッツ州ウースターの貧しいイタリア移民の子として生まれる。4歳でロードアイランド州の州都プロヴィデンスへ引っ越す。10歳の頃からギャングに入り20歳になるまでに4回の逮捕歴があった。頭の切れと口の堅さで有名だった。身体も眼も声も大きかったことから「ミスター・ビッグ」と呼ばれていた。
彼がその名を知らしめたのは1920年代の禁酒法の時代で、当時闇酒の販売、輸送トラックの乗っ取り、ボディーガード、強制売春や八百長賭博の仕事に関わっていた。1932年には、ボストンのファミリーとプロヴィデンスのファミリーが統合し、ボストンのボスだったフィリッポ・ブッコラが新ファミリーのボスとなる。
1954年、ブッコラが取り締まりを逃れて故郷のシチリアへ逃亡したため、パトリアルカはボスの座を継承するとともに、組織の拠点をプロヴィデンスに置いた。
その後、プロヴィデンスでナショナル・シガレット・サービス・カンパニーという煙草販売会社を経営し、他にも不動産業も経営して、表の顔は実業家、裏の顔はロードアイランド、ニューイングランド全体を支配するマフィアのボスにまでなり、最盛期には100人ものメイドマンを擁した。組織内においては冷酷で知られる一方、5大ファミリーとは協定を結んでコネチカット川を境界線とし、ニューイングランドへの侵入を認めなかった。一方、ボストンではアイルランド系ギャングとの抗争が続いた。
後に、ジョゼフ・ヴァラキは「パトリアルカは、マフィアになるために生まれてきた男だ」と特別捜査官に語ったという。
1957年のアパラチン会議で逮捕されて以降、当局からたびたび追及を受けた。晩年は心蔵病と糖尿病に苦しみ、1984年に死去した。彼の死後、息子のレイモンド・ジュニアが後を継いだものの彼ほどの力量は無く、ファミリーはプロヴィデンス派とボストン派の抗争に突入し、当局の取り締まりと相まって衰退した。21世紀現在、ファミリーはボストン派が主流となっており、メイドマンは約30人とされる。